# 洪河桥镇
洪河桥镇，是中华人民共和国安徽省阜阳市阜南县下辖的一个乡镇级行政单位。

## 行政区划
洪河桥镇下辖以下地区：
洪河桥村、盛郢村、孟郢村、石台村、新庄村、白集村、于沃村、截流村、许寨村、唐湾村、高园村、上岗村、曾沃村和洪集村。